# Léandre Grandmoulin

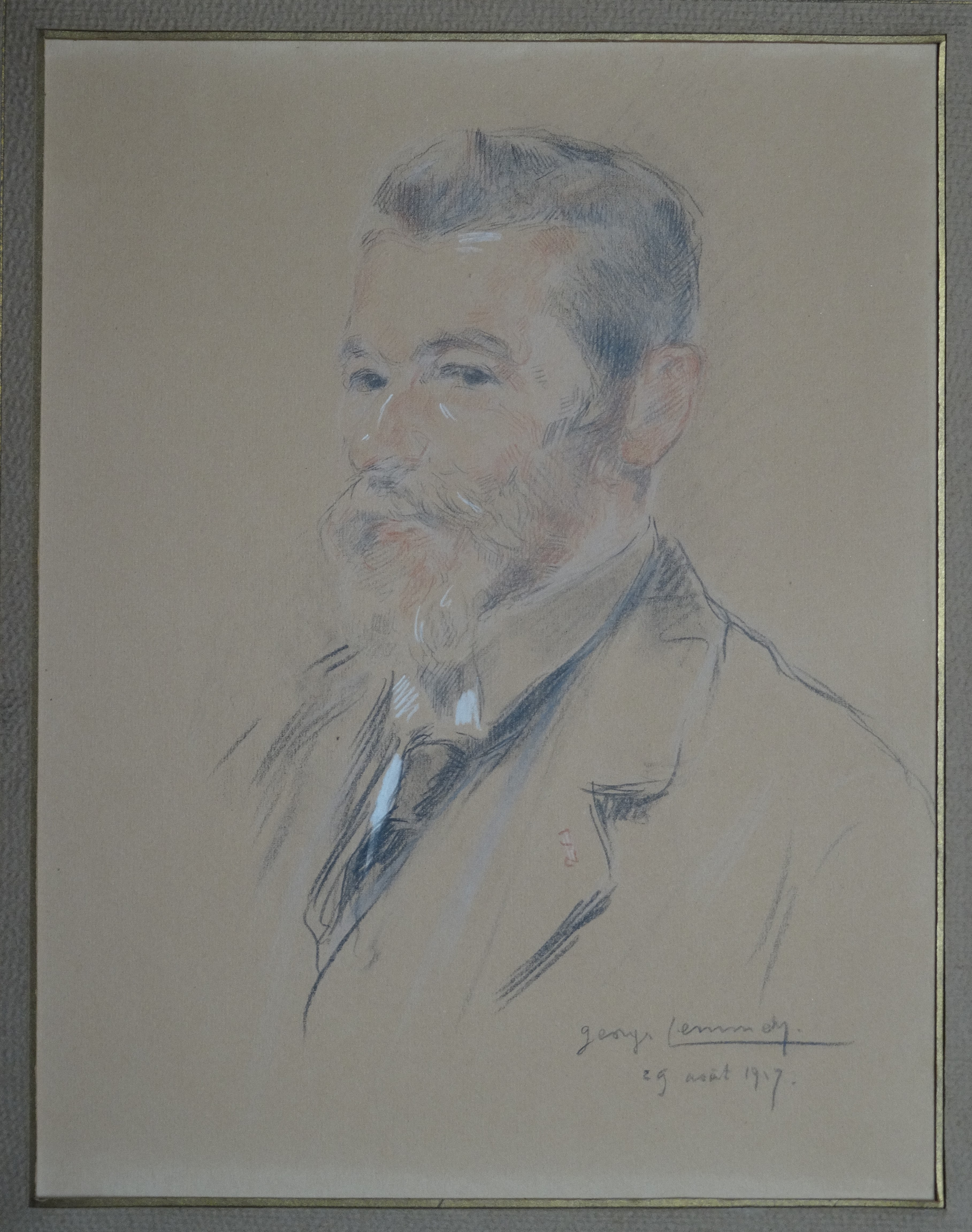
Léandre Grandmoulin, dessin par Georges Lemmers

Léandre Grandmoulin, né à La Hulpe le 12 novembre 1873 et mort à Uccle en 1957, est un sculpteur belge.

## Biographie
Léandre Grandmoulin fit toute sa carrière à Bruxelles et après des études à l'Académie royale des beaux-arts de Bruxelles où il fut formé dans l'atelier de Charles Van der Stappen, il obtint le second Prix de Rome en 1900.
Léandre Grandmoulin se marie à Bruxelles le 30 décembre 1901, avec Catherine Lavandhomme née à Bruxelles le 24 avril 1872.
Il a parfois fait équipe avec Constantin Meunier, Victor Rousseau et Égide Rombaux.
Il fut un sculpteur ornemaniste et portraitiste et eut également une carrière d'enseignant à l'académie de Saint-Gilles dès 1922.
Le monument Lambermont à Anvers (1922) et le monument aux morts d'Uccle (1925) figurent parmi ses réalisations.
Les musées de Bruxelles, de Saint-Gilles et d'Anvers conservent quelques-unes de ses œuvres.
Léandre Grandmoulin a été membre du Cercle artistique et littéraire bruxellois.

## Disciples
Il forma plusieurs disciples, parmi lesquels le sculpteur René Van Dievoet.

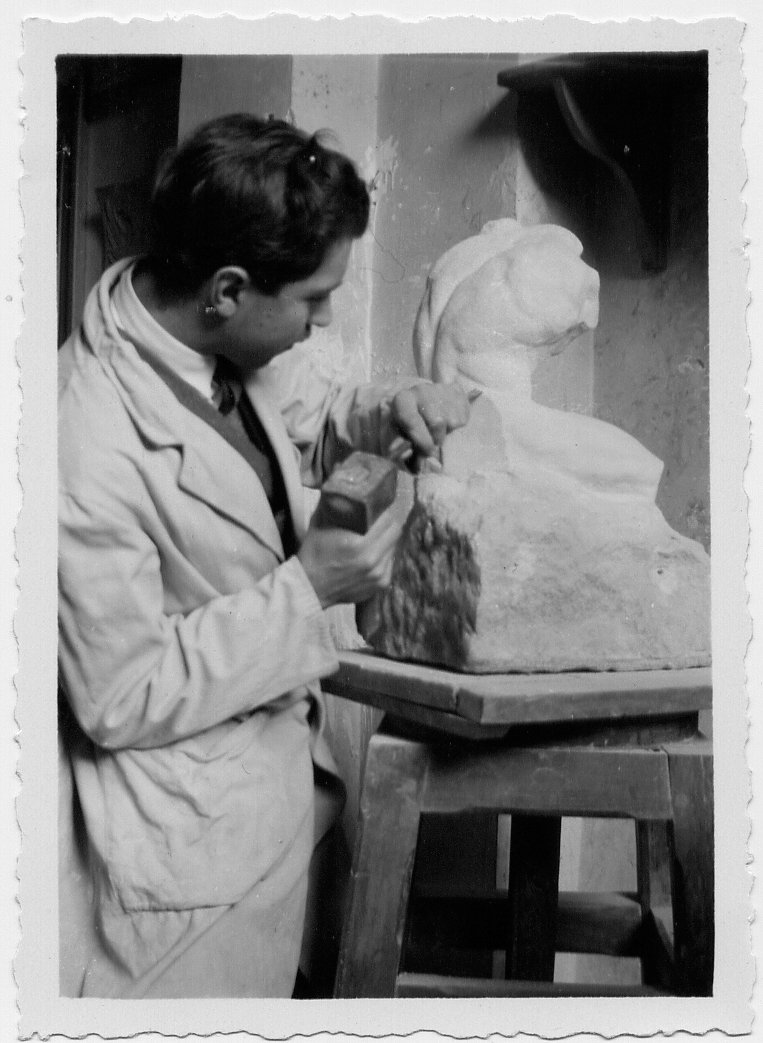
Le sculpteur René Van Dievoet (1908-1978), élève de Léandre Grandmoulin.

## Œuvres
1929 : Buste d'Adolphe Max, Université libre de Bruxelles - Archives, patrimoine, Réserve précieuse